# Pasul Chiozrez
Pasul Chiozrez  (cunoscut și ca Pasul Chiozrezu Mic, maghiară Közrez nyaka)) este o trecătoare din Munții Borsecului - subdiviziune a  Munților Giurgeului - și  reprezintă punctul în care DJ 128 din Județul Harghita care unește localitățile Borsec și Ditrău, atinge altitudinea maximă de 1250 m.

## Date geografice
Pasul Chiozrez  se află între Vîrful Chiozrezu Mic 1355 m la sud-est și Sărmaș 1399,5 m  aflat la nord-vest.
Alte trecători în apropiere sunt spre Bilbor pe ramura sudică  a DJ174A Pasul Răchitiș , între Borsec și Toplița pe DN15 Pasul Creanga , pe DJ127 între  Tulgheș  și Ditrău Pasul Țengheler .

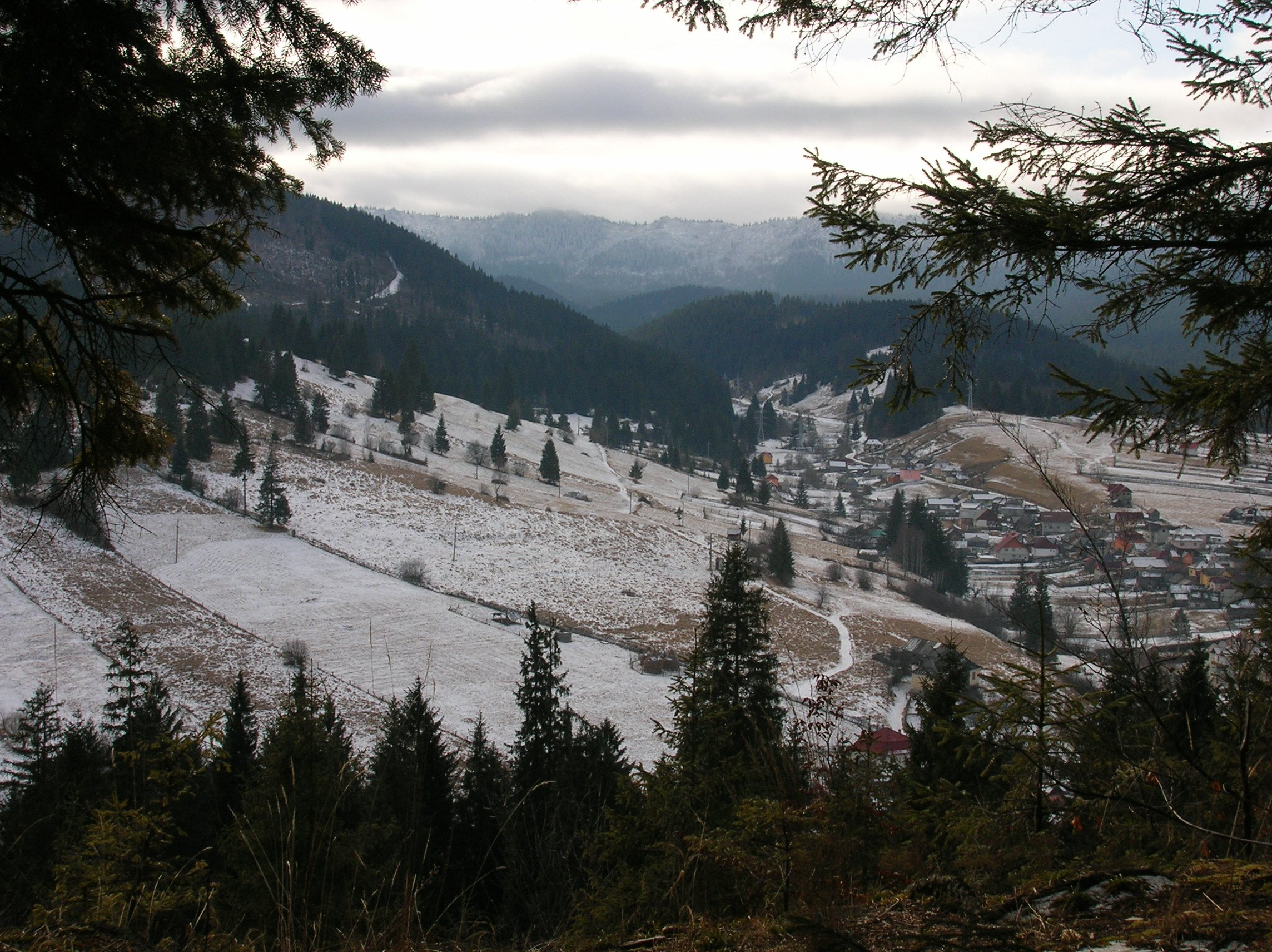
Capătul DJ128 dinspre Borsec, așa cum se vede el

## DJ128
La nord  se intersectează în perimetrul localității Borsec cu DN15 iar la sud cu DN12 la aproximativ 3,5-4 km nord de centrul localității Ditrău, Harghita , după ce trece prin satul Jolotca și pe lângă satul Țengheler.
De la Borsec suie pe valea pârâului Vinul Mare pentru a coborî din pas mai întâi pe valea pârâului Hălășag și ulterior pe cea a Jolotcăi.
Este un drum de categoria a III-a cu o bandă pe sens.  Lungimea totală a sectorului de drum este de 21 km.
Optimizat inițial în principal pentru transportul  local forestier, din anul 2005 este accesibil și pentru traficul auto, fiind prevăzut – deocamdată doar în proiect prentru reabilitare completă.
Cele mai apropiate stații de combustibil sunt în Borsec respectiv Toplița.

## Oportunități  turistice
- Marcaje turistice[5]:

1. "Bandă roșie" al traseului turistic de creastă al Munților Giurgeului care vine din Pasul Creanga prin Vîrful Sărmaș-Poiana Sărmaș , se intersectează în pas cu DJ128 și suie spre Vârful Chiozrezu Mare.
2. "Cruce roșie" pornește din pas de pe DJ128 și merge spre nord-est  și trasează  traseul spre Vîrful și Poiana Uscat - Dealul Malnaș - Borsec  .
3. "Bandă albastră" care corespunde traseului care suie din Borsec al  DJ128.

- Stațiunea Borsec - Complexul carstic Scaunul Rotund , carierele de travertin , izvoarele minerale, pîrtiile de schi
- Depresiunea Bilbor: Mlaștina cu borviz (Pârâul Dobreanu), Rezervația de mesteacăn pitic  ( Betula nana ) de pe Pîrîul Rușilor, Biserica de lemn din Bilbor "Sf. Nicolae" (1790), Drumul Rușilor
- Toplița - Pârtia de schi și Biserica de lemn din 1847, Ștrandurile Bánffy și Urmánczy
- Râul Mureș  - Valea superioară cu Defileul Toplița - Deda
- Ditrău - Catedrala romano-catolică
- Lăzarea - Castelul nobiliar renascentist
- Gheorghieni - Parcul dendrologic Csíky
- DJ127 Tulgheș - Ditrău  prin Pasul Țengheler - acesibil cu mașina precum și pe jos pe trasee marcate.
- Tulgheș: Bisericuța de lemn (1790) – unde se afla si „Cimitirul eroilor din primul razboi mondial”; Rezervația Pietrele Roșii (1215 m) - delataplanorism, ascensiuni,belvedere; Piatra Runcului (1425 m); Platoul Comarnicului; Rezervația de stejar